# Cristian Balaj
Pavel Cristian Balaj (né le 17 août 1971 à Baia Mare) est un footballeur roumain reconverti en arbitre de football. En tant que joueur (milieu de terrain), il joua pour le club roumain du FC Baia Mare (D2 roumaine) et le club hongrois de Pécsi Mecsek FC (D1 hongroise). Il devient arbitre en 1994 et officie depuis 2000 en championnat roumain, et arbitre international depuis 2003. Il a été récompensé du titre de meilleur arbitre roumain de l'année  2008. 

## Carrière
Il a officié dans des compétitions majeures :
- Coupe de Roumanie de football 2001-2002 (finale)
- Coupe de Roumanie de football 2003-2004 (finale)
- Championnat d'Europe de football des moins de 17 ans 2005 (3 matchs)
- Supercoupe de Roumanie de football 2005
- Coupe de Roumanie de football 2008-2009 (finale)